# Montiel
Montiel es un municipio y localidad española, del sudeste de la provincia de Ciudad Real, ubicado en la comunidad autónoma de Castilla-La Mancha. Cuenta con una población de 1256 habitantes (INE 2021). La localidad forma parte de la comarca del Campo de Montiel y está situada en el margen izquierdo del río Jabalón, en el interior del valle que forman las laderas de los cerros del castillo de la Estrella, de San Polo y de las Camarillas.

## Geografía
El municipio de Montiel comprende un único núcleo de población, Montiel.
La localidad se sitúa a 900 m sobre el nivel del mar. El término municipal tiene una superficie de 271,29 km², llegando a limitar, al oeste, con Valdepeñas, y al sur con Jaén. Se cree que el antiguo término municipal de Montiel llegaba a una calle de Sevilla.
| Noroeste: Fuenllana y Villanueva de los Infantes | Norte: Villahermosa            | Noreste: Viveros y El Bonillo    |
| Oeste: Cózar y Villanueva de los Infantes        |                                | Este: Villanueva de la Fuente    |
| Suroeste: Cózar y Almedina                       | Sur: Santa Cruz de los Cáñamos | Sureste: Albaladejo y Terrinches |

Las localidades cercanas más importantes son Villanueva de los Infantes (14 km), Valdepeñas (48 km) y Manzanares (63 km). Se encuentra a 117 km por carretera de la capital de la provincia, Ciudad Real, y a 236 km de Madrid.
El río más importante de la localidad, el río Jabalón, nace en el mismo término municipal, a 6 km del pueblo, y subastece a la localidad de agua potable.

## Historia

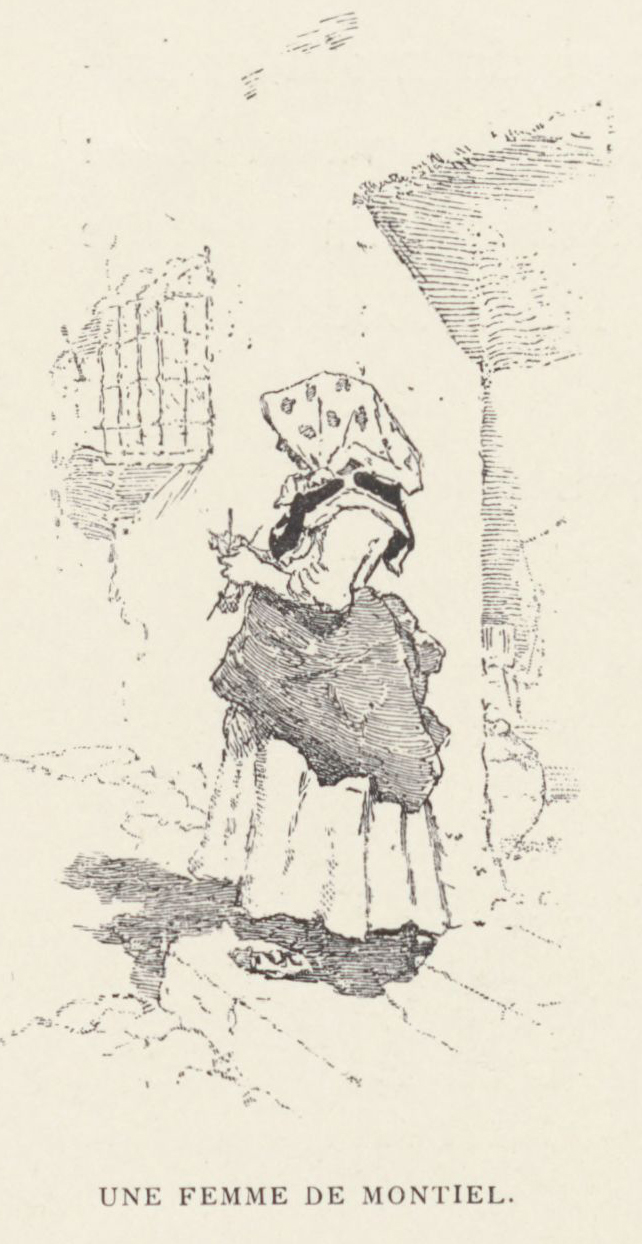
Una mujer de Montiel, por Daniel Urrabieta Vierge (Au pays de Don Quichotte, 1901)

El origen del topónimo Montiel, como advierte Ramón Menéndez Pidal en sus Orígenes del español, es mozárabe, y da nombre a una comarca entera, el Campo de Montiel. Así que tuvo que ser un asentamiento hispanorromano antiguo. Por demás, Montiel fue escenario de un enfrentamiento bélico enmarcado en la guerra de los Cien Años y en su conflicto satélite, la Guerra Civil de Castilla: la batalla de Montiel. En ella, los ejércitos francocastellanos se midieron con una alianza granadinocastellana. La primera de estas fuerzas, comandada por Enrique de Trastámara (luego Enrique II de Castilla), se impuso a la segunda, dirigida por su hermano Pedro el Cruel.
El medio hermano ilegítimo del rey Pedro I de Castilla tenía pretensiones al trono de Castilla. Francia apoyó el derecho del primero, comisionando a su mejor condestable para que ayudara a sus fuerzas. Así, el gran estratega Bertrand du Guesclin cruzó los Pirineos para ayudar a enfrentar Pedro I, una lucha que tuvo su desenlace en la batalla de Montiel, parte de la Guerra Civil de Castilla y enmarcada en un conflicto mucho mayor y de nivel continental: la guerra de los Cien Años. Esta guerra entre hermanos (en sentido literal y figurado) se perpetuó durante más de quince años y finalizó con la victoria de Enrique de Trastámara y el asesinato de Pedro el Cruel a manos de su hermano. La escena fue descrita muchas veces en la historia, la literatura y el Romancero. La narran Pero López de Ayala, Jean Froissart, Juan de Mariana, William Sotheby, Prosper Merimée, Modesto Lafuente...
Aparece el Campo de Montiel en el Quijote, con varias referencias a la localidad y sus comidas.
A unos 8 km de Montiel, perduran las ruinas de la aldea de Torres, que contaba con varias casas y la Iglesia de Santa María de las Nieves.
En 2022, se clasificó como uno de los 15 pueblos más bonitos de Castilla-La Mancha en El Pueblo Más Bonito de Castilla-La Mancha 2022, programa de Castilla-La Mancha Media.

## Demografía
Montiel cuenta con una población de 1197 habitantes (INE 2024).
| Gráfica de evolución demográfica de Montiel entre 1842 y 2021                                                       |
| |
| Población de derecho según los censos de población del INE Población de hecho según los censos de población del INE |

Como se puede observar en el gráfico, la población del municipio de Montiel mantiene una dinámica descendente desde mediados del siglo XX, fruto de la despoblación rural que afecta gravemente a la provincia de Ciudad Real.

### Transporte y comunicaciones

#### Carretera
- CM-3127: La Solana-Montiel-Génave[7]
- CR-641: Montiel-Villahermosa
- CR-633: Montiel-Santa Cruz de los Cáñamos[8]
- CR-6321: Montiel-Almedina
- CRP-6311: Montiel-Villanueva de la Fuente[9]

## Símbolos
Los símbolos de la localidad de Montiel son:

### Bandera
En la bandera de Montiel se reflejan cuatro triángulos conformados por la intersección de las dos diagonales del mismo. Dos de ellos de color carmesí al alto y al batiente, los otros dos en blanco con sus bases al largo. En la intersección de los triángulos, el escudo oficial incorporando bajo el mismo dos brazos armados entrecruzados que simulan la Batalla de Montiel.

### Himno
El himno de Montiel, junto con la bandera, fue aprobado el 1 de abril de 2015.

Hijos del Campo de Montiel
tierra fértil, parda y bella.
Monte de Dios, pueblo inmortal:
el Castillo de la Estrella.
Honra y pasado medieval
generosos, viven, sueñan
entre luz y oscuridad,
sueños que al alba despiertan,
esparciendo versos de amistad,
himnos de amor y paz.
Montiel, Montiel, Montiel,
donde el Quijote inicia su aventura.
Montiel, Montiel, Montiel,
donde la luna brilla blanca y pura.
Montiel, Montiel, Montiel,
vibrantes voces cantan sin cesar.
Sembramos con tesón,
amor sin lágrimas
entre los surcos de dorados campos,
perlas de luz que tienen que fructificar:

Viva Montiel y viva la amistad.
Huertas, olivos, vid y mies,

de Montiel, orlan los campos
do el Caballero comenzó
sus andanzas, paso a paso.
Un nuevo mundo construir,
sin espadas, con palabras,
que los montieleños son
de abolengo y cuna hidalga,

larga vida y armonía, hijos de amor y paz.
Himno de Montiel, por Luis Cobos

### Escudo
El 23 de febrero de 2001 fue otorgado el actual escudo a la localidad. Hasta esa fecha, se utilizaba el antiguo escudo. La descripción del escudo es así:

Escudo de estilo español, sobre campo pleno de plata, una cruz o hábito de Santiago de gules y en punta, un castillo donjonado de oro, aclaradas de azur sus puertas y ventanas. El castillo ha de ir acarnado a la cruz (sobre la cruz) y rematado con la corona real.

## Administración y política

### Gobierno municipal
Montiel está gobernado por el Ayuntamiento de Montiel, cuyos representantes se eligen cada cuatro años por sufragio universal de todos los ciudadanos mayores de 18 años de edad. El órgano está presidido (2023) por la alcaldesa de Montiel, Fernanda García Nogueras. Hay presentes dos partidos políticos, PP y PSOE, entre los que se reparten los nueve ediles.
| Candidaturas con representación   | Concejales | Concejales | Concejales |
| --------------------------------- | ---------- | ---------- | ---------- |
| Partido Popular                   | 5          | 5          | 5          |
| Partido Socialista Obrero Español | 4          | 4          | 4          |

| Periodo   | Nombre                        | Partido |
| --------- | ----------------------------- | ------- |
| 1991-1995 | Bartolomé Jiménez Moreno      | PSOE    |
| 1995-1999 | Bartolomé Jiménez Moreno      | PSOE    |
| 1999-2003 | Bartolomé Jiménez Moreno      | PSOE    |
| 2003-2007 | Bartolomé Jiménez Moreno      | PSOE    |
| 2007-2011 | Francisco Javier Álamo Amador | PP      |
| 2011-2015 | Ángel García Valcárcel        | PP      |
| 2015-2019 | Raúl Valero Mejía             | PP      |
| 2019-2023 | Raúl Valero Mejía             | PP      |
| 2023-act. | Fernanda García Nogueras      | PP      |

## Servicios

### Educación

#### Colegios de educación infantil y primaria
Montiel cuenta con un único colegio.
- Colegio Público Gutiérrez de la Vega

#### Centros de Atención a la Infancia
Existe una guardería infantil para niños de 0 a 2 años de edad.

## Cultura

### Patrimonio

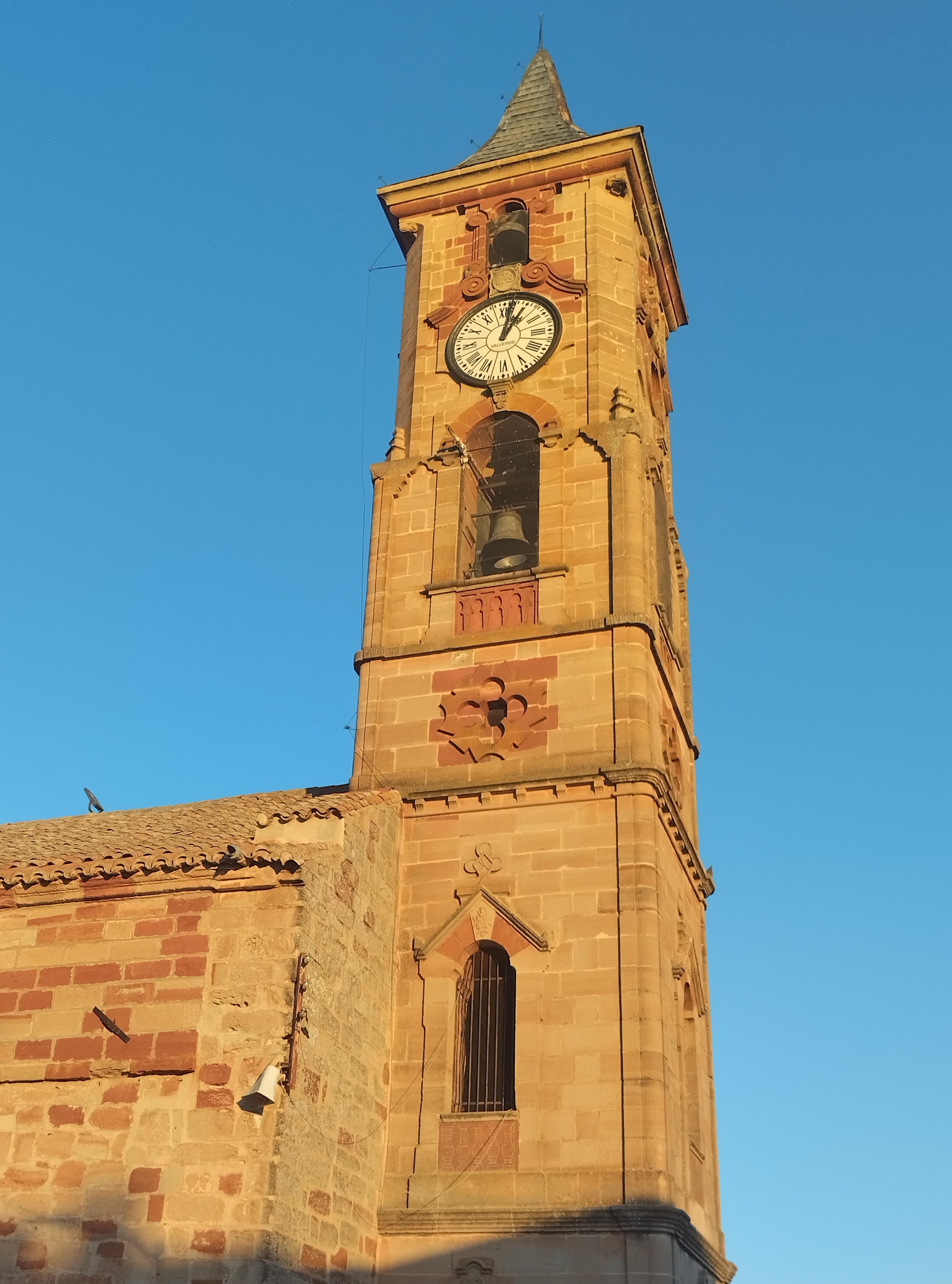
Torre de la iglesia parroquial de San Sebastián

#### Arquitectura religiosa
- Iglesia Parroquial de San Sebastián Mártir: En su origen fue una ermita, pero en 1440 el Infante Enrique de Aragón ordenó su construcción, siendo inaugurada en 1474. Después de haber sufrido varias reformas, actualmente consta de una sola nave con seis capillas adosadas. La más importante está encomendada a la Virgen de las Nieves, que fue traída de Torres cuando se despobló. La torre del campanario se reconstruyó a principios del siglo XX, después de desplomarse en diciembre de 1895. La torre tiene aires del renacimiento italiano.[19]
- Ermita del Santísimo Cristo de la Expiración: Su origen se remonta a 1243 con la construcción de la Vicaría por la Orden de Santiago, convertida en convento siglos más tarde. Después de incendiarse dicho convento en el siglo XV, se levanta la ermita. El templo consta de tres naves encomendadas al Santísimo Cristo, al Apóstol Santiago, y a la Virgen del Socorro.[20]
- Ermita de Nuestra Señora de los Mártires: Acoge a la patrona de Montiel desde el 15 de agosto hasta finales de abril. La ermita original se construyó entre los siglos XV y XVI y se reconstruyó tras la Guerra Civil. La ermita actual fue construida a principios del siglo XXI, en la falda de un cerro a 959 m s. n. m. Alberga una sola nave: al fondo se encuentra el altar con un cristal para observar a la imagen que descansa en un pilar.[21]
- Ermita de San Isidro: Inaugurada el 15 de mayo de 2022, acoge durante casi todo el año a la imagen de San Isidro para celebrar su romería cada 15 de mayo.
- Ruinas de la Ermita de la Virgen de la Estrella: Pertenece al Conjunto Arqueológico del Castillo de la Estrella y se encuentra en la falda del cerro del castillo.[22]
- Ruinas de la Ermita de la Virgen de las Nieves: Fue la parroquia del poblado de Torres donde los hidalgos que se hospedaban en la aldea la usaban como lugar de culto.

#### Arquitectura civil
- Castillo de la Estrella: Levantado en el siglo X por los musulmanes, en 1227 pasa a manos cristianas sufriendo diversas ampliaciones. La fortaleza fue testigo de la Batalla de Montiel, en 1369, cuando Enrique de Trastámara asesinó a su hermano Pedro I de Castilla después de permanecer refugiado en el castillo. Desde 2012 el castillo es propiedad del Ayuntamiento de Montiel, que trabaja en planes para la restauración del conjunto arqueológico. El Castillo de la Estrella posee el título de Bien de Interés Cultural con la categoría de Monumento.[23]
- Auditorio José Sanchez Mota: Edificio de reciente construcción con fachada de estilo actual.
- Casa de Pretel: Es una casa solariega que data de 1720 y que aún mantiene su configuración original. El inmueble es de planta cuadrada y fue restaurada hace algunos años.[24]
- Casa de la Condesa de Calleja: Otra casa solariega del centro de la localidad construida en el año 1898 por la familia Gutiérrez de la Vega. Es de estilo barroco mezclado con el estilo tradicional de La Mancha.[25]
- Casa de José Mota: Residencia del humorista en la localidad.
- Casa de Godoy: Antigua residencia de Manuel Godoy, ministro de Carlos IV. La casa consta también de un manantial y unos jardines a su alrededor. El paraje es cercano a la Aldea de Torres.
- Casa Consistorial: Es el edificio que alberga las oficinas del Ayuntamiento, el Salón de Plenos, el Punto de Inclusión Digital, la Biblioteca Municipal, y la Jefatura de Policía. La entrada es por el patio, en el que se halla un gran pórtico de columnas dóricas por donde se accede al edificio.
- Antigua Casa Consistorial: Sigue siendo propiedad del Ayuntamiento y muestra los valores del estilo tradicional manchego.
- Ruinas del Castillo de San Polo: Fue ocupado durante la Edad Media como castillo para la toma del Castillo de la Estrella. El antiguo recinto se extendía en 6000 metros cuadrados amurallado por una muralla de la que apenas quedan restos.[26]
- Ruinas de la Aldea de Torres: Las primeras fuentes escritas de la aldea datan del siglo XIII y siempre ha sido villa dependiente de Montiel. Entre los edificios más importantes había un templo parroquial del siglo XIII, una pequeña fortaleza, y una ermita dedicada a San Blas. La población de este poblado llegó a ser de 120 habitantes.[27]

### Jardines y parques
- Parque Municipal de Don Pedro I: Consta de un parque infantil, una zona verde de jardines con una fuente central, y un chiringuito. Actualmente el complejo está semiabandonado.

### Patrimonio inmaterial
- Festividad de San Sebastián Mártir. Cada 20 de enero los montieleños se unen detrás de la iglesia para celebrar el día de su patrón con una luminaria en su honor.
- Festividad de San Blas. Se reparten las típicas tortas de San Blas con un fin benéfico.
- Festividad de Nuestra Señora de la Candelaria. Las peñas y los amigos se reúnen en las calles del pueblo con varias luminarias.
- Jueves Lardero. Se comen las típicas tortillas en familia.
- 'Carnavales'. Se celebran con un desfile infantil y otro para todo el municipio. El desfile termina en el auditorio donde se entregan los premios y se hace fiesta.
- Miércoles de Ceniza. El carnaval termina con el inicio de la Cuaresma, en el cual se realiza el "entierro de la sardina", en el que los pequeños de la localidad portan una sardina de cartón hasta la iglesia, donde se oficia la misa de inicio de la Cuaresma y después se quema la sardina y se ofrece una sardinada a los asistentes.
- Traída de la Virgen. La imagen de la patrona de Montiel es llevada en procesión desde su santuario hasta la iglesia parroquial.
- Jornadas Medievales: Montiel Medieval. Declaradas Fiesta de Interés Turístico Regional, conmemoran la muerte de Pedro I de Castilla en Montiel.[28]
- Ferias y fiestas en honor de la Virgen de los Mártires, patrona de Montiel. Los montieleños se reúnen el segundo fin de semana de mayo para festejear a su patrona. El día grande es el 8 de mayo.
- Romería de San Isidro Labrador. La imagen es llevada hasta su ermita, donde los montieleños pasan un día en familia en el campo.
- Romería en honor de la Virgen de los Mártires. El 15 de agosto la Virgen de los Mártires llega a su santuario para pasar unos días en el campo.
- Ferias y fiestas en honor al Santísimo Cristo de la Expiración. El fin de semana más próximo al 14 de septiembre se celebran las fiestas en honor al Cristo del pueblo.
- Festividad de Todos los Santos. Los montieleños visitan las lápidas de sus seres queridos y renuevan su decoración (flores, letras...). Además se hacen los famosos testones, un dulce típico de la zona popular en estas fechas.

### Gastronomía
Entre su gastronomía típica podemos encontrar platos como las migas, pisto manchego, caldereta, asadillo, tortillas de San Blas, gachas de harina de almortas, flores y testones.

## Localidades hermanadas
- Palazzuolo sul Senio (Italia)